# Умереть в Иерусалиме
Умереть в Иерусалиме — документальный фильм HBO 2007 года о последствиях теракта в Иерусалиме, совершённого 29 марта 2002 года, для семей 17-летней израильтянки Рахель Леви и 18-летней палестинской террористки-смертницы Аят аль-Ахрас. Аль-Ахрас взорвала себя у входа в главный супермаркет Кирьят-ха-Йовеля, в результате чего погибли два человека и 28 получили ранения. 

## Награды
«Умереть в Иерусалиме» получил премию Пибоди от HBO Documentary Films совместно с Priddy Brothers в 2007 году. 